# L'Équipe
L'Équipe (fr. momčad), francuske su športske dnevne novine i najpoznatija francuska športska tiskovina. Izlaze od 1946. u Boulogne-Billancourtu, u predgrađu Pariza, a 2021. dosegle su nakladu od 209 000 primjeraka. Od 1968. do 1991. dnevnik je dodijeljivao Europsku zlatnu kopačku najboljemu europskomu nogometnomu strijelcu.
Od kolovoza 1998. novine posjeduju i svoj televizijski kanal L'Équipe TV. God. 2006. izlazi prvi broj sestrinske tiskovine posvećene športašicama (L'Équipe Féminine).

## Vanjske poveznice
- Mrežno izdanje (fr.)